# 1881년 프랑스 총선
1881년 프랑스 총선은 1881년 프랑스에서 치러진 총선으로, 공화정의 안정과 함께 왕당파들이 몰락하고 사회주의자들이 등장했다. 70.55%의 투표율을 기록했다

## 선거 결과
정당별 의석수
| 정당        | 의석수 |
| ----------- | ------ |
| 공화연합    | 204    |
| 공화 좌파   | 168    |
| 사회주의파  | 46     |
| 제정파      | 46     |
| 왕당파      | 42     |
| 중도 공화파 | 39     |
| 합계        | 545    |